# Viktor Bariahtar
Viktor Bariahtar (n. 9 august 1930, Mariupol, RSS Ucraineană, URSS – d. 25 august 2020) a fost un fizician-teoretician sovietic ucrainean, membru al Academiei de științe a Ucrainei (din 1978).

## Biografie
A absolvit Universitatea din Harkov ( 1953). În anii 1954- 1973 a lucrat la Institutul fizico- tehnic al Academiei de Științe din Ucraina din Harkov. În anii 1973- 1982 a fost șef de secție, iar în anii 1975- 1978 - director adjunct al Institutului fizico- tehnic din Donețk al Academiei de Științe a Ucrainei. Din anul 1982 este șef de secție la Institutul de fizică teoretică al Academiei de Științe a Ucrainei.

## Contribuții în știință
Cercetările principale se referă la magnetism, fizicii metalelor, fizicii plasmei, teoriei supraconductibilității. In colaborare cu Alexandru Akhiezer și S.V. Peletminskii a prezis rezonanța magnetoacustică (1956). A dezvoltat teoria cuantică a fenomenelor termogalvanomamagnetice în metale și semiconductori ( 1963- 1965). A contribuit la teoria relaxării fenomenelor de transport în feromagnetici ( 1959–1962) și in antiferomagnetici ( 1972–1975). A studiat interactia magnonilor cu dislocațiile in cristale reale (1965). A emis teoretic un nou mecanism a proceselor de relaxare în plasma în câmp magnetic ( 1964). A construit teoria dependenței neliniare a temperaturii tranziției semiconductoare de presiune și concentrația impurităților. A cercetat dinamica domenelor magnetice ( 1972
- 1977). A prezis formarea structurilor de domene în vecinătatea tranzițiilor de faza de speță I.

## Cărți publicate
- ( In colaborare cu A.I. Ahiezer, Peletminskii) Spin waves, Interscience publisher, N.Y., 1968.  Traducere după originalul rus din 1967.

## Alte informații
Doi copii: Irina și Igor, la fel ca și nepoata Maria, sunt de asemenea fizicieni.

## Distincții
- Premiul de Stat a Ucrainei (1971)
- Premiul K.D. Sinelnikov (1978).
- Academician - secretar al Secției de fizică și astronomie a Academiei de Științe din Ucraina[4]